# マルコ・ダヴィデ・ファラオーニ
マルコ・ダヴィデ・ファラオーニ（Marco Davide Faraoni, 1991年10月25日 - ）は、イタリア・ブラッチャーノ出身のサッカー選手。セリエA・エラス・ヴェローナFC所属。元イタリア代表。ポジションはDF。

## 経歴

### インテル
SSラツィオの下部組織出身。2010年7月1日にインテル・ミラノに移籍し、4年契約を結ぶ。
2011-12シーズンに新監督のジャン・ピエロ・ガスペリーニに見出されてトップチームに昇格。8月6日に北京で行われたACミランとのスーペルコッパ・イタリアーナにも帯同し、後半途中から出場した。セリエAの開幕延期に伴い行われた8月27日のACキエーヴォ・ヴェローナとの親善試合では後半開始から出場し、好パフォーマンスをみせた。
2011年11月19日のカリアリ・カルチョ戦に途中出場しセリエA初出場。続いて同月22日に行われたUEFAチャンピオンズリーグのトラブゾンスポル戦にもアディショナルタイムに出場し、ヨーロッパの舞台でのデビューも果たした。12月3日のウディネーゼ・カルチョ戦で初先発すると、続く12月7日のCL・CSKAモスクワ戦でもスタメンに名を連ねた。2012年1月7日のパルマFC戦では初ゴールを決め、チームの勝利に貢献した。これらの活躍が評価され、契約期間が2016年まで延長された。

### ウディネーゼ
2012年7月9日、サミール・ハンダノヴィッチのインテルへの移籍に伴い、ファラオーニの共同保有権がウディネーゼへ譲渡されたことが発表された。2015年2月2日、セリエBのペルージャ・カルチョにローンで加入した。同年8月31日、セリエBに昇格したノヴァーラ・カルチョにレンタルされ再び同リーグでプレーすることとなった。

### クロトーネ
2016-17シーズン限りでウディネーゼを退団し2017年7月9日にFCクロトーネと3年契約を締結した。

### ヴェローナ
2019年1月14日、買い取り義務付きのローンでエラス・ヴェローナFCへ加入。リーグ後半戦で17試合に出場し昇格プレーオフでも全試合でプレー。クラブの1年でのセリエA復帰に貢献した。

### フィオレンティーナ
2024年1月13日、買い取りオプション付きのローンでACFフィオレンティーナに加入した。

## 代表歴
U-16をはじめ年代別のイタリア代表を経験している。2010年11月にはチロ・フェラーラ率いるU-21イタリア代表に初招集され、11月17日のU-21トルコ戦でデビューした。

## プレースタイル
サイドバックがメインポジションであるが、ジャン・ピエロ・ガスペリーニ政権下ではウイングバックも務めた。本人はサイドを駆け上がるのが好きでサイドハーフも自然とこなせるが、どんなポジションでも問題ないと語っている。また、「僕は緊張するタイプではない」とも語っている。

## タイトル
インテル
- トロフェオTIM : 2011
- トルネオ・ディ・ヴィアレッジョ : 2011